# Holweg
Holweg Group est une société française de la fabrication de machines à destination de l’industrie de l’emballage, basée à Molsheim en France. Holweg fournit des machines permettant d’imprimer et de transformer papiers et plastiques pour notamment fabriquer des sacs en papier.
Holweg constitue depuis 2012 avec la société américaine Weber une nouvelle entité indépendante pour former le groupe Bag Invest, dans la transformation et l’impression de flexibles et cartons, avec  trois autres filiales composantes du groupe : HWind, HWind C.S. Ibérica et SPM HWind.

## Historique
Holweg a été fondée en 1889 par Charles et Auguste Holweg. Ils créèrent un modeste commerce de papier spécialisé dans la fabrication de sacs en papier. À l’époque, un problème se posa : les machines nécessaires à la fabrication du précieux emballage étaient d’un emploi difficile et la production n’excédait pas 25 sacs par minute. Après l’acquisition d’une rotative anglaise, les frères Holweg imaginèrent en 1903, un procédé de fabrication, encore utilisé aujourd'hui, et déposèrent leur premier brevet pour une machine capable d’imprimer et concevoir le sac simultanément.
En 1910, ils abandonnent leur commerce de papier pour se consacrer entièrement à la fabrication de machines à façonner et imprimer les sacs. En 1935, Holweg breveta la Roto-Simplex (RS), fabriquant une variété de formats (sacs plats, à soufflets ou des sachets avec patte), pouvant atteindre une cadence de 1 200 sacs à la minute. Les sacs sont délivrés par paquets, comptés, conditionnés sous film, prêts à l’expédition.
La société Holweg International est placée en redressement judiciaire le 3 novembre 1992.
En 1993, Holweg rejoint le groupe DCM et déménage de son site historique de Rosheim pour s’installer à Molsheim. Dès 2007, le fonds d'investissement Sollya prend une participation majoritaire dans le groupe DCM. En 2012, le groupe HolwegWeber devient indépendant grâce à Azulis Capital aux côtés des dirigeants John Koehn et Vincent Schalck, dans le cadre d'un spin off du groupe d'emballage DCM, pour former le groupe Bag Invest après fusion avec la société américaine Weber. 
La société Holweg fait l'objet d'une fusion le 12 août 2013. Elle est absorbée par Holweg Group. 
En janvier 2016 la filiale Hwind est absorbée par Holweg Group. 
Par ailleurs, le groupe a développé un partenariat en Chine, et gère une base de clientèle répartie sur une centaine de pays. Il réalise un chiffre d'affaires de près de 40 millions d'euros. Avec l'appui d'Azulis Capital, les dirigeants du groupe HolwegWeber entendent poursuivre le développement interne de l'entreprise. En externe, le groupe continue de saisir les opportunités d'acquisition ciblées. 

### Sources
- Gilbert Reilhac, « Holweg : L'affaire est dans le sac », L'Usine nouvelle,‎ 25 mars 2004 (lire en ligne),
- Denis Becker, « Holweg, leader mondial de l'emballage alimentaire en papier », FR3,‎ 23 octobre 2014 (lire en ligne).
- « Il y a 50 ans, les bas sans couture subliment les jambes des femmes », Le Figaro,‎ 6 mars 2015 (lire en ligne).